# Síakrobatika az 1998. évi téli olimpiai játékokon
Az 1998. évi téli olimpiai játékokon a síakrobatika versenyszámait Naganóban rendezték február 8. és 17. között. Összesen 4 versenyszámban avattak olimpiai bajnokot. Magyar versenyző nem vett részt ebben a sportágban.

## Éremtáblázat
(A rendező nemzet csapata eltérő háttérszínnel, az egyes számoszlopok legmagasabb értéke, vagy értékei vastagítással kiemelve.)
| Az 1998. évi téli olimpiai játékok éremtáblázata síakrobatikában | Az 1998. évi téli olimpiai játékok éremtáblázata síakrobatikában | Az 1998. évi téli olimpiai játékok éremtáblázata síakrobatikában | Az 1998. évi téli olimpiai játékok éremtáblázata síakrobatikában | Az 1998. évi téli olimpiai játékok éremtáblázata síakrobatikában | Olimpia  |
| ---------------------------------------------------------------- | ---------------------------------------------------------------- | ---------------------------------------------------------------- | ---------------------------------------------------------------- | ---------------------------------------------------------------- | -------- |
|                                                                  | Ország                                                           | Arany                                                            | Ezüst                                                            | Bronz                                                            | Összesen |
| 1.                                                               | Egyesült Államok (USA)                                           | 3                                                                | 0                                                                | 0                                                                | 3        |
| 2.                                                               | Japán (JPN)                                                      | 1                                                                | 0                                                                | 0                                                                | 1        |
|                                                                  |                                                                  |                                                                  |                                                                  |                                                                  |          |
| 3.                                                               | Finnország (FIN)                                                 | 0                                                                | 1                                                                | 1                                                                | 2        |
| 4.                                                               | Franciaország (FRA)                                              | 0                                                                | 1                                                                | 0                                                                | 1        |
| 4.                                                               | Kína (CHN)                                                       | 0                                                                | 1                                                                | 0                                                                | 1        |
| 4.                                                               | Németország (GER)                                                | 0                                                                | 1                                                                | 0                                                                | 1        |
|                                                                  |                                                                  |                                                                  |                                                                  |                                                                  |          |
| 7.                                                               | Fehéroroszország (BLR)                                           | 0                                                                | 0                                                                | 1                                                                | 1        |
| 7.                                                               | Norvégia (NOR)                                                   | 0                                                                | 0                                                                | 1                                                                | 1        |
| 7.                                                               | Svájc (SUI)                                                      | 0                                                                | 0                                                                | 1                                                                | 1        |
|                                                                  |                                                                  |                                                                  |                                                                  |                                                                  |          |
| Összesen                                                         | Összesen                                                         | 4                                                                | 4                                                                | 4                                                                | 12       |

## Érmesek

### Férfi
| Az 1998. évi téli olimpiai játékok érmesei férfi síakrobatikában |                                        |        |                                         |        |                                               |        |
| Versenyszám                                                      | Arany                                  | Arany  | Ezüst                                   | Ezüst  | Bronz                                         | Bronz  |
| Ugrás                                                            | Eric Bergoust · Egyesült Államok (USA) | 255,64 | Sébastien Foucras · Franciaország (FRA) | 248,79 | Dzmitrij Dascsinszki · Fehéroroszország (BLR) | 240,79 |
| Mogul                                                            | Jonny Moseley · Egyesült Államok (USA) | 26,93  | Janne Lahtela · Finnország (FIN)        | 26,00  | Sami Mustonen · Finnország (FIN)              | 25,76  |

### Női
| Az 1998. évi téli olimpiai játékok érmesei női síakrobatikában |                                      |        |                                         |        |                             |        |
| Versenyszám                                                    | Arany                                | Arany  | Ezüst                                   | Ezüst  | Bronz                       | Bronz  |
| Ugrás                                                          | Nikki Stone · Egyesült Államok (USA) | 193,00 | Xu Nannan · Kína (CHN)                  | 186,97 | Colette Brand · Svájc (SUI) | 171,83 |
| Mogul                                                          | Szatoja Tae · Japán (JPN)            | 25,06  | Tatjana Mittermayer · Németország (GER) | 24,62  | Kari Traa · Norvégia (NOR)  | 24,09  |